# シュテフィ・グラフ
シュテフィ・グラフ（Steffi Graf, 1969年6月14日 - ）は、旧西ドイツ・マンハイム出身の女子プロテニス選手。本名は「シュテファニー・マリーア・グラーフ」（Stefanie Maria Graf）。
卓越したフットワークに加え、力強いフラット系のフォアハンドとよく滑るバックハンド・スライスを武器に、ボリス・ベッカーと、ドイツテニス界の黄金時代を築いたスター選手である。WTAツアーで女子歴代3位のシングルス107勝、ダブルス11勝。女子国別対抗戦・フェドカップ（旧名称「フェデレーション・カップ」）の西ドイツ代表（東西ドイツ再統一が実現した1990年以後は、統一ドイツ代表）としても、1987年と1992年の2度優勝を飾っている。
グランドスラムでは女子歴代3位・オープン化以降2位となる22勝を挙げた。世界ランキング1位の在位記録は通算「377週」で、これは女子の史上最長記録である。また、年間ゴールデン・スラムを達成した史上唯一のテニスプレーヤーでもある。
ハード、クレー、芝のどのサーフェスのコートにおいても等しく強大な支配力を持ち、80年代後半から90年代半ばまでの間にかけて、長きにわたる女子シングルスの「絶対女王」として君臨した。歴代においてもセリーナ・ウィリアムズと並ぶ史上最高の女子テニス選手の一人とされる。
現役引退後の2001年10月22日にアンドレ・アガシと結婚、2児とともにアメリカ・ラスベガス在住。2004年7月11日に国際テニス殿堂入りを果たした。

## 経歴

### 1970年代：児童期
1969年、父ペーターと母ハイディの間に生まれる。自動車と保険のセールスマンをしていた父ペーター・グラフ [Peter Graf (1938年6月18日 − 2013年11月30日)]により、3歳の時（1973年）、ブリュールにあった自宅のリビングルームで初めて木製のラケットを手にし、4歳からコートで練習を始め、5歳で試合に出場した。そのわずか2年後にミュンヘンの伝統ある年少者向け大会「最後の大会（“Jüngsten-Turnier”）」で優勝したため、父ペーターは娘の並外れた才能を確信し、彼女をプロとして成功させることに専念した。当時は、娘のトレーニングパートナーとして元世界92位のポーランド選手、ダニエラ・ノセクの協力を得ていた。

### 1980-1986年：「神童」の台頭
大きな転機となったのは、1981年　11歳で初めてシニアのドイツインドア選手権に出場した時のこと。強烈なフォアハンドを武器に元世界ランク80位のエヴァ・パーフ（Eva Pfaff）をフルセットに追い込んだ。この試合での活躍を見たドイツの業界誌は、彼女を「神童（wunderkind）」と評した。ナショナルコーチ連盟は類稀な才能の持ち主とし、クラウス・ホフサス（後に西ドイツ女子代表チーム監督）を専任コーチとして派遣することにした。
1982年　12歳にしてドイツジュニア選手権13歳-18歳の部で優勝する。同年10月には13歳4ヶ月でドイツのシュトゥットガルトで開催されたトーナメント、ポルシェ・テニス・グランプリに出場し、一回戦でUSオープン優勝二回の元世界ランク1位、トレーシー・オースチンに6–4, 6–0のストレートで敗退。その後プロ転向を表明、WTAはグラフをプロ選手として登録した。この早期転向には賛否両論が起こり、専門家は「世紀の才能」が急激な心身の負荷によりバーンアウトする懸念を指摘した。その一週間後、グラフは最年少で世界ランク214位となった。
1983年　全仏オープンでグランドスラム初出場、13歳11ヶ月9日での出場は史上最年少である。二回戦で敗退したが、その並外れたフォアハンドの強烈さから、専門家から「今まで見た3年以内の選手の中でもっとも有望な選手」と評された。バーデン=ヴュルテンベルク州はグラフがテニスに専念できるよう、特別に中学校退校の許可を与えた。
1984年　全豪で3回戦進出。全英では4回戦まで勝ち上がり、センターコートで第10シードの英国選手、ジョー・デュリー（"Jo Durie”）と対戦した。第3セット7-9の激戦となった。この試合を観戦した、1920年代に二度ウィンブルドンで優勝したキャスリーン・ゴッドフリー(“Kathleen McKane Godfree”)は、「二年後彼女を倒すのは難しくなるだろう」と述べるなど、彼女の存在に世間の注目は一層高まることとなった。
この言葉を裏付けるように、その数週間後、グラフは最年少で参加したロサンゼルスオリンピックの公開試合で第8シードで優勝した。（オリンピックにおけるテニス競技は、1928年のアムステルダム五輪以後、プロ選手の登場により除外されていた。しかし1988年のソウル五輪でプロテニス選手の出場が認められ、64年ぶりにオリンピック競技としてのテニスが復活した。オリンピックはアマチュアの祭典である、という基本理念を覆す決定がなされたため、当時は大きな波紋を呼んだ出来事だった。グラフは早くからオリンピック参加に積極的な姿勢を示し、1984年のロサンゼルス五輪「公開競技」で優勝した後、ソウル五輪の女子シングルス決勝でガブリエラ・サバティーニを 6-3, 6-3 で破って金メダルを獲得した。しかし、1992年のバルセロナ五輪決勝では当時16歳のジェニファー・カプリアティに 6-3, 3-6, 4-6 で敗れて連続金メダルを逃し、1996年アトランタ五輪では左膝故障のため出場を断念している。）

秋にはフィルダースタッドで行われたWTAトーナメントの準々決勝に進み、トップ10にランクインしていたクラウディア・コーデ・キルシュを破って決勝に進出した。これにより、年末のランクは22位に上がった。
1985年　グラフはマイアミのクレーコートトーナメントの準決勝で、当時世界ランク2位のクリス・エバートと初めて対戦した。エバートとは、この年、ヒルトンヘッド、ベルリン、全仏で対戦したが、すべて敗退。しかしながら、全仏・全英で4回戦まで進出。とりわけ全英では当時世界ランク4位で芝の得意なパム・シュライバーに惜敗、近い将来トップ選手となるポテンシャルの高さを十分に示した。フラッシングメドウで行われたUSオープンでは4大トーナメントで初めて準決勝に進出し、初めてマルチナ・ナブラチロワと対戦した。当時29歳だったナブラチロワに2-6, 3-6で敗退したが、世間の期待は高まり、報道陣から「いつかトップに君臨すると思うか」との質問が何回かあった。
この年は、優勝こそなかったが、6位までランクを上げた。
グラフのスケジュールは早熟選手に多い「燃え尽き症候群」を恐れた父によってきっちり管理されていた。そのため、1985年には同世代のライバル、アルゼンチンのガブリエラ・サバチーニがUSオープンまでに21のトーナメントに出場していたが、グラフはその半分にも満たない10トーナメントであった。加えて父は私生活まで管理し、ツアーに伴う社交パーティー等はシュテフィが練習と試合に集中できるようしばしば断った。シュテフィは毎日4時間程度、ピーターとコーチのパベル・スロジル（Pavel Složil）と練習するのが常で、空港からコートに直行することもよくあった。もともと恥ずかしがりやで内向的な性格のうえ、このような環境から、キャリア初期はほとんど友達ができなかったが、その反面、プレーは確実に向上した。
1986年　4月13日、グラフはヒルトンヘッド/サウスキャロライナで開催されたファミリー・サークル・カップ決勝でエバートに初めて勝利し、WTAトーナメントで初優勝を遂げた。（この勝利以来3年半に渡りシュテフィーは、エバートと7回対戦し、負けることはなかった。）その後更にサンキストWTAチャンピオンシップ（アメリア島）、USオープンクレー（インディアナポリス/米）、ドイツオープン（ベルリン）と続けて3回優勝し、ドイツオープンでは決勝でナブラチロワを6–2, 6–3で下して勝利した。しかし、病気のためにウィンブルドンを欠場、さらにその数週間後足の指が骨折するなどして競技を休まざるを得なくなった。その後、モーウォー（ニュージャージー/米）での小規模なトーナメントで復帰し優勝。その後、調子が万全とは思われないなかでUSオープンに出場。準決勝でナブラチロワと対戦、試合は二日間に及んだが、3回のマッチポイントを握るも結果、6–1, 6–7, 7–6で惜敗した。その後グラフは 東レ・パン・パシフィック・オープン（東京）、ヨーロッパインドア（チューリッヒ/スイス）、プリティポーリークラシック（ブライトン/英）で三回連続インドアのタイトルを取得したが、シーズン最終のバージニアスリムスチャンピオンシップでは再度ナブラチロワと当たり6-7, 3-6, 2-6で敗退した。

### 1987年：世界トップにブレークスルー
1987年はナブラチロワと世界トーナメントの優勝を争った年である。グラフは75試合出場し、2試合しか落とさず、11トーナメントで優勝し、さらに初めてのグランドスラムタイトルを獲得して世界ランク1位についた。グラフのフォアハンドはさらに強靭さを増し、ラリー戦では圧倒的に優位に立ち、完膚なきまで打ちのめすシーンが目立った。こうしたグラフの成長を受け、当時の報道陣はグラフを「フォアハンド嬢（"Fraulein Forehand"）」、「無慈悲な女伯爵（"Countess Merciless"）」と表現していた。年初から7トーナメント連続で優勝し、女子の最長記録となる連続45試合勝利と、好調なスタートを切った。
　マイアミ・マスターズでは準決勝でナブラチロワ、決勝でエバートを下し優勝したが、このトーナメント全6回の試合で落としたゲームはたったの20だった。そして、その後の全仏の準決勝でサバティーニをフルセットで倒したあと、決勝で世界ランク1位のナブラチロワに6–4, 4–6, 8–6 で競り勝ち、念願のグランドスラム大会初優勝を遂げた。
しかしながら、その後の全英の決勝でナブラチロワに7–5, 6–3敗退した。これがこの年、初の敗退となった。その後3週間後のフェデレーションカップ（バンクーバー/カナダ）の決勝ではエバートを6–2, 6–1で勝利したが、全米の決勝では再びナブラチロワに6-7, 1-6で屈した。しかしその年の8月16日についに世界ランキング1位となった。
（1991年3月11日まで「186週」連続世界1位の座を保持した。これは今なお、女子テニスの史上最長記録である）。

### 1988年：先例なき年間ゴールデンスラム
1988年は全豪オープンの優勝で始まった。全豪の決勝ではエバートを6–1, 7–6で破って優勝した。一つのセットも落とさず、29ゲーム落としただけの勝利だった。春、ライバルのサバティーニに2回敗れた（ボッカ・レイトン/フロリダのハードコート、アメリア島/フロリダのクレーコート）が、サンアントニオ/テキサスで勝ち、マイアミでは再び決勝でエバートを下してタイトルを防衛した。そのあとはベルリンでのドイツ・オープンで、優勝。同トーナメントでは、5試合中たった12ゲームしか落とさなかった。
全仏オープンでは決勝でナターシャ・ズベレワ（Natasha Zvereva） を6–0, 6–0、32分で退け、タイトルを防衛した。これは 1911以来、大きなトーナメントの決勝では初めてのダブル・ベーグル（欧米ではゼロを丸いベーグルパンにたとえ、片方が1ゲームも取れない試合のことを「ダブル・ベーグル」と言っている）であった。4回戦でナブラチロワを破ったナターシャは、決勝ではわずか13ポイントしかとれることができなかった。

次のウインブルドンはナブラチロワが6回連続で優勝していた。決勝でシュテフィは初め7–5, 2–0でナブラチロワに押されていたが、そこから盛り返し、13ゲーム中12ゲームを奪い、結果、5–7, 6–2, 6–1で初優勝した。ゲームの後半ではシュテフィが低めにコントロールしたパッシングショットがよく決まり、ナブラチロワは得意のネットに出ることすらできなくなっていた。この試合の後、ハンブルク・マスターとモーワーで勝ったが、モーワーではたった8ゲームしか落とさなかった。

全米オープンでは決勝でサバティーニをフルセットで破り、女子ではモーリン・コノリー（Maureen Connolly Brinker・1953年）とマーガレット・コート（Margaret Court・1970年）だけが達成していた、年間グランドスラム（Calendar Year Grand Slam）を達成した。
グラフはさらにソウル・オリンピックでサバティーニを6–3, 6–3 で破り、金メダルを獲得したため、メディアはその偉業を「ゴールデン・スラム」と讃えた。

この年にはまた、ウインブルドンでサバティーニと組み、唯一のダブルスタイトルを獲得している。また、同じペアでオリンピックダブルスの銅メダルを獲得している。

このように輝かしい偉業を達成した1988年だったが、年末のバージニアスリムスWTAチャンピオンシップ（Virginia Slims Championships）では病気の影響で、パム・シュライバー （Pam Shriver）に敗退した。これがこの年の3敗目であった。

この年グラフは「1988年BBC海外スポーツ選手賞（BBC Overseas Sports Personality of the Year）」に輝いた。また、生地ブリュールの名誉市民にも任命されている。

### 1989年：新たな挑戦者と自身への挑戦
1989年の初頭、グラフの更なるグランドスラム達成が話題となった。マーガレット・コートはグラフがあと1、2回はグランドスラムを達成する可能性があると述べた。その期待に応えるがごとく、全豪オープンでは決勝でヘレナ・スコバを破り優勝した。このトーナメントの準決勝でグラフがサバティーニを6-3,6-0で破った試合を見た業界ベテランのテッド・ティンリン（Ted Tinling）は、その感想を「今まで見た中で最も素晴らしい試合」と言い、さらに「シュテフィのサバティーニに対しての攻撃を見れば、彼女が他の誰よりも優れていることが分かる試合だった」と付け加えている。
グラフはその後ワシントンD.C.、サンアントニオ（テキサス）、ボカレイトン（フロリダ）、ヒルトンヘッド（サウスキャロライナ）の4つのトーナメントで連続優勝した。なかでもワシントンDCでは決勝でジナ・ガリソン相手に最初から20ポイント連続奪取。、ボカレイトンでは決勝までの7試合でクリス・エバートにわずかに1セット落としただけと、圧倒的な強さが目立った。
その後のアメリア島クレーコートの決勝ではサバティーニにこの年初の敗退を喫したが、続くヨーロッパのクレートーナメント、ハンブルクとベルリンでは圧勝した。
しかし、全仏オープンでは決勝で当時17歳のスペイン人プレーヤー、アランチャ・サンチェス・ビカリオにフルセットで破れ、グラフのグランドスラムトーナメントでの連続勝利がストップした。しかし、続く全英オープンでは準々決勝でアランチャ・サンチェス・ビカリオ、準決勝でクリス・エバート、決勝でナブラチロワを6-2,6-7,6-1で破り優勝した。
それからサンディエゴ、モーワーで楽勝し全米オープンを迎えた。そこでグラフは準決勝でサバティーニを、決勝でナブラチロワを破り、この年3つめのグランドスラムタイトルを取得した。続くチューリッヒ、ブライトンで勝ったあと、1989年を締めくくるバージニア・スリムス・チャンピオンシップの決勝でナブラチロワを下し、トップの座を不動にした。この年の戦績は86勝2敗で、落としたセットは12セットだった。

### 1990年–1992年：ライバル・セレシュの台頭
しかし1990年に入るとモニカ・セレシュが急激に台頭し、2月にスキーで右手親指を骨折したことも重なってか、グラフの1強時代に陰りが見え始める。5月のドイツ・オープンで連勝記録は「66」でストップ、全仏オープンでは決勝で完敗し、セレシュに史上最年少記録となる4大大会初優勝を献上すると、1991年3月11日付のランキングで遂に世界ランキング1位を明け渡し、連続保持記録は186週でストップした。その後もセレシュのパワーテニスの前にグラフは苦戦を強いられ、1990年から1993年の全豪オープンまでの4大大会優勝回数はグラフ3回に対してセレシュ8回、決勝では4回対戦して1勝3敗と圧倒されていた。

### 1993年–1995年：セレシュ襲撃事件、世界ランキング1位返り咲き
ところが1993年4月30日、セレシュがドイツ・ハンブルクでのシチズン・カップ準々決勝（マグダレナ・マレーバ戦）の最中、熱狂的なグラフファンを自称する暴漢ギュンター・パルシェに背中を刺される事件が発生する（暴漢は犯行理由を「セレシュがいなくなればグラフがランキング1位に返り咲けると思った」と答えた）。セレシュは事件の後遺症で2年以上ツアーから離脱し、結果的にグラフは世界ランキング1位に返り咲いた。セレシュの離脱中にグラフは4大大会で6回優勝し、再びグラフ1強時代が到来した。
セレシュは1995年8月にツアー復帰。特例で世界ランキング1位での復帰が認められ、1位が2人存在する状態で迎えた全米オープンでは互いに勝ち進み決勝で対戦し、大熱戦の末7-6,0-6,6-3でグラフが2年ぶり4回目の優勝を果たした。

### 1996年–1999年：選手生活晩年
グラフは25歳を過ぎた頃から身体の故障の蓄積が目立ち始め、1995年・1996年と全豪オープンを欠場するなど、出場試合数を制限していた。
1996年4月28日に日本の東京・有明コロシアムで行われた「ワールドグループ」1回戦では伊達公子に 6-7, 6-3, 10-12 で敗れている。この試合ではグラフが第1セットを 5-0 でリードしていたが、ここから伊達が大逆転で先取し、第2セットはグラフが奪い返したが、第3セットは22ゲーム目までもつれ、伊達が7度目の対戦でグラフから初勝利を奪った。2勝2敗で迎えた最後のダブルス戦で、グラフとアンケ・フーバーのペアは杉山愛＆長塚京子組に 6-4, 3-6, 3-6 の逆転負けを喫し、ドイツは日本に敗退した（フェド杯対戦表）。
グラフが伊達に敗れたのは1996年フェド杯1回戦の1度だけであるが、同年7月のウィンブルドン準決勝では伊達と2日がかりの試合を戦った。グラフが 6-2, 2-0 とリードした後、第2セット・第3ゲームから伊達が6ゲームを連取する。この試合の第2セット・第7ゲーム（グ2-4伊）の場面でグラフのファンと思われる者から（冗談で？）プロポーズされるハプニングも起きた。彼女の答えは“How much money do you have?”で、実父の脱税事件で金銭的問題を抱えていたことからくるブラックジョークであった。続く第8ゲームも伊達が奪って 6-2 とし、セットカウント 1-1 となったところで日没順延になる。翌日に再開された最終第3セットはグラフが取り、4日-5日にかけて行われた試合は 6-2, 2-6, 6-3 でグラフの勝利になった。
1997年2月1日に東京体育館の「東レ パン・パシフィック・オープン・テニストーナメント」の準決勝でブレンダ・シュルツ＝マッカーシー（オランダ）と対戦中に左膝の故障が悪化し、2月2日にマルチナ・ヒンギスとの決勝を棄権する。治療のため休養に入り、同年3月31日に当時16歳のヒンギスに世界ランキング1位の座を明け渡した。（これでグラフの世界ランキング1位生涯保持記録は「377週」で終わった。）5月にいったん復帰するが、全仏オープン準々決勝でアマンダ・クッツァーに敗退する。全仏終了後の6月10日に左膝の手術を受け、復帰までに8ヶ月の長期間を要した。その間に若手の新勢力が次々と台頭し、グラフ自身の体調もなかなか回復しなかった。1年ぶりの4大大会復帰戦となった1998年ウィンブルドンでは、過去の実績を考慮した特別措置による「第4シード」を与えられたが、3回戦でナターシャ・ズベレワに敗退した。ようやく全米オープン直前の「パイロット・ペン選手権」決勝でヤナ・ノボトナを破り、復帰後の初優勝を果たす。11月上旬の2週連続優勝により、グラフは女子テニスツアー年間最終戦の「チェイス選手権」にも2年ぶりに出場資格を獲得し、リンゼイ・ダベンポートとの準決勝まで勝ち進んだ。このカムバックにより、グラフは世界ランキングを9位まで戻した。
現役最後の年となった1999年、全豪オープンでは準々決勝でモニカ・セレシュに敗退する。3月上旬の「エバート・カップ」では、当時17歳のセリーナ・ウィリアムズと決勝戦を行い、全仏オープンで「第6シード」を得た。この大会で1996年全米オープン以来の4大大会決勝に進出したグラフは、1999年6月5日の決勝戦でマルチナ・ヒンギスとの“新旧女王対決”に勝ち、全仏で3年ぶり6度目の優勝を飾る。これが自身最後の4大大会優勝（22勝目）となった。続くウィンブルドンでは、3年ぶりの決勝でリンゼイ・ダベンポートに 4-6, 5-7 で敗退し、8度目の優勝を逃す。この大会ではジョン・マッケンローと組んで混合ダブルスにもエントリーしたが、準決勝の直前に試合を棄権した。その後左膝の故障が再発し、8月13日に世界ランキング3位で現役を引退した。
グラフの4大大会優勝は「22勝」（全豪オープン4勝＋全仏オープン6勝＋ウィンブルドン7勝＋全米オープン5勝＝22勝）にのぼり、マーガレット・コート夫人の「24勝」、セリーナ・ウィリアムズの「23勝」に続く女子歴代3位の記録である。グラフは1988年・1993年・1995年・1996年と「4度」にわたり赤土の全仏オープンと芝生のウィンブルドン連続制覇を成し遂げたが、これは男子のビョルン・ボルグが1978年-1980年に成し遂げた「3度」を上回る過去最高記録である。4大大会女子シングルス決勝に31度進出したが、これはクリス・エバートの34度（18勝16敗）、マルチナ・ナブラチロワの32度（18勝14敗）に続く女子歴代3位記録である。決勝戦の勝率（22勝9敗＝71%）は、1968年以後の「オープン化時代」の女子テニス界では最高勝率となった。なお、彼女が1987年8月-1991年3月に記録した世界ランキング1位連続保持記録「186週」は、2007年8月27日に男子のロジャー・フェデラーが187週に到達したことにより、女子の歴代1位記録となった。（フェデラーは2004年2月2日-2008年8月17日まで「237週」世界ランキング1位を連続保持し、グラフの女子歴代1位記録を51週上回る世界最長記録を樹立した。）

### 引退後
現役引退後の2001年10月22日にアンドレ・アガシと結婚。2児がいる。2004年7月11日に国際テニス殿堂入りを果たした。また、1998年12月に設立した基金「チルドレン・フォー・トゥモロー」（Children for Tomorrow）を通して、慈善活動にも積極的に携わっている。

## 記録
※オープン化以降
年間ゴールデンスラム達成
1988年、男女通じて唯一
ノン・カレンダー・イヤー・スーパー・スラム達成
1987年WTAツアー選手権〜1988年全米オープン
グランドスラム達成
1988年、マーガレット・コート以来2人目
4大大会すべてで連覇達成
男女通じて唯一
4大大会通算10回のタイトル防衛成功
グランドスラム決勝進出でのダブルベーグル（6-0,6-0での勝利）
1988年全仏オープン.vsナターシャ・ズベレワ
4大大会それぞれで4回以上優勝
4大大会の全3サーフェスそれぞれで6回以上優勝
ハード:9回　芝:7回　クレー:6回
グランドスラム13大会連続決勝進出
1987年全仏-1990年全仏
年間で4大大会すべて決勝進出「3回」
1988年、1989年、1993年
年間グランドスラム3冠「5回」
1988年、1989年、1993年、1995年、1996年
年間で4大大会の全3サーフェス制覇「4回」
1988年、1993年、1995年、1996年
グランドスラムで1セットも落とさずに別大会で優勝「3大会」
他2名達成
全豪オープン「3連覇」
マーガレット・コートらも達成。
全豪オープン 1セットも落とさずに優勝「3回」
イボンヌ・グーラゴングとタイ記録。
全仏オープン決勝進出「9回」
クリス・エバートとタイ記録。
全仏オープン連続決勝進出「4連続」
クリス・エバートらとタイ記録。
ウィンブルドン通算勝率「91.4%(74-7)」
通算ハードコート勝率「90.43%(340-36)」
通算カーペットコート勝率「89.15%(189-23)」
世界ランキング連続1位「186週」
セレナ・ウィリアムズとタイ記録。
通算世界ランキング1位「377週」
通算世界ランキング1位「8年間」
シーズン初めから終わりまで世界ランク1位「5年」
グランドスラム本戦最年少出場「13歳11ヶ月9日」
1983年全仏オープン

## 4大大会優勝
- 全豪オープン：4勝（1988年・1989年・1990年・1994年）
- 全仏オープン：6勝（1987年・1988年・1993年・1995年・1996年・1999年）　［大会歴代2位］
- ウィンブルドン：7勝（1988年・1989年・1991年・1992年・1993年・1995年・1996年）　［大会歴代3位タイ。1988年は女子ダブルスも優勝］
- 全米オープン：5勝（1988年・1989年・1993年・1995年・1996年）

| 年     | 大会           | 対戦相手                         | 試合結果       |
| ------ | -------------- | -------------------------------- | -------------- |
| 1987年 | 全仏オープン   | マルチナ・ナブラチロワ           | 6-4, 4-6, 8-6  |
| 1988年 | 全豪オープン   | クリス・エバート                 | 6-1, 7-6       |
| 1988年 | 全仏オープン   | ナタリア・ズベレワ               | 6-0, 6-0       |
| 1988年 | ウィンブルドン | マルチナ・ナブラチロワ           | 5-7, 6-2, 6-1  |
| 1988年 | 全米オープン   | ガブリエラ・サバティーニ         | 6-3, 3-6, 6-1  |
| 1989年 | 全豪オープン   | ヘレナ・スコバ                   | 6-4, 6-4       |
| 1989年 | ウィンブルドン | マルチナ・ナブラチロワ           | 6-2, 6-7, 6-1  |
| 1989年 | 全米オープン   | マルチナ・ナブラチロワ           | 3-6, 7-5, 6-1  |
| 1990年 | 全豪オープン   | メアリー・ジョー・フェルナンデス | 6-3, 6-4       |
| 1991年 | ウィンブルドン | ガブリエラ・サバティーニ         | 6-4, 3-6, 8-6  |
| 1992年 | ウィンブルドン | モニカ・セレシュ                 | 6-2, 6-1       |
| 1993年 | 全仏オープン   | メアリー・ジョー・フェルナンデス | 4-6, 6-2, 6-4  |
| 1993年 | ウィンブルドン | ヤナ・ノボトナ                   | 7-6, 1-6, 6-4  |
| 1993年 | 全米オープン   | ヘレナ・スコバ                   | 6-3, 6-3       |
| 1994年 | 全豪オープン   | アランチャ・サンチェス・ビカリオ | 6-0, 6-2       |
| 1995年 | 全仏オープン   | アランチャ・サンチェス・ビカリオ | 7-5, 4-6, 6-0  |
| 1995年 | ウィンブルドン | アランチャ・サンチェス・ビカリオ | 4-6, 6-1, 7-5  |
| 1995年 | 全米オープン   | モニカ・セレシュ                 | 7-6, 0-6, 6-3  |
| 1996年 | 全仏オープン   | アランチャ・サンチェス・ビカリオ | 6-3, 6-7, 10-8 |
| 1996年 | ウィンブルドン | アランチャ・サンチェス・ビカリオ | 6-3, 7-5       |
| 1996年 | 全米オープン   | モニカ・セレシュ                 | 7-5, 6-4       |
| 1999年 | 全仏オープン   | マルチナ・ヒンギス               | 4-6, 7-5, 6-2  |

## 4大大会シングルス成績
略語の説明
| W | F | SF | QF | #R | RR | Q# | LQ | A | Z# | PO | G | S | B | NMS | P | NH |

W=優勝, F=準優勝, SF=ベスト4, QF=ベスト8, #R=#回戦敗退, RR=ラウンドロビン敗退, Q#=予選#回戦敗退, LQ=予選敗退, A=大会不参加, Z#=デビスカップ/BJKカップ地域ゾーン, PO=デビスカップ/BJKカッププレーオフ, G=オリンピック金メダル, S=オリンピック銀メダル, B=オリンピック銅メダル, NMS=マスターズシリーズから降格, P=開催延期, NH=開催なし.
| 大会           | 1983 | 1984 | 1985 | 1986 | 1987 | 1988 | 1989 | 1990 | 1991 | 1992 | 1993 | 1994 | 1995 | 1996 | 1997 | 1998 | 1999 | 通算成績 |
| -------------- | ---- | ---- | ---- | ---- | ---- | ---- | ---- | ---- | ---- | ---- | ---- | ---- | ---- | ---- | ---- | ---- | ---- | -------- |
| 全豪オープン   | 1R   | 3R   | A    | NH   | A    | W    | W    | W    | QF   | A    | F    | W    | A    | A    | 4R   | A    | QF   | 47-6     |
| 全仏オープン   | 2R   | 3R   | 4R   | QF   | W    | W    | F    | F    | SF   | F    | W    | SF   | W    | W    | QF   | A    | W    | 84-10    |
| ウィンブルドン | LQ   | 4R   | 4R   | A    | F    | W    | W    | SF   | W    | W    | W    | 1R   | W    | W    | A    | 3R   | F    | 74-7     |
| 全米オープン   | LQ   | 1R   | SF   | SF   | F    | W    | W    | F    | SF   | QF   | W    | F    | W    | W    | A    | 4R   | A    | 75-9     |